# Calamar, revista de creación
Calamar, revista de creación fue una revista literaria activa entre septiembre de 1999 y diciembre de 2002, publicada en la ciudad española de Burgos, fundada y dirigida por Óscar Esquivias.
Se publicaron seis números.
Estaba especializada en la creación literaria (poesía y relato). Su símbolo era un calamar (en alusión tanto a la tinta con la que se escriben las obras literarias como a la etimología de «cálamo»).
Cada cubierta de la revista estaba ilustrada con un diseño alusivo de Arturo Martín Burgos.

## Colaboradores
En la revista publicaron cuentistas y poetas locales, nacionales e internacionales, como los narradores Alberto Luque Cortina (el único autor que apareció en todos los números), Care Santos, Daniel Sánchez Pardos, Hilario J. Rodríguez, Ignacio Sanz o el mexicano Will Rodríguez, y los poetas José Miguel González Hernando, Eliseo González, José Gutiérrez Román, Jorge Villalmanzo, Martín Rodríguez-Gaona o Andrés Neuman. Ocasionalmente se publicó también algún texto de corte ensayístico, como los firmados por el músico Luis de Pablo o el escritor Lorenzo Silva.